# Eiche bei Mackenzell

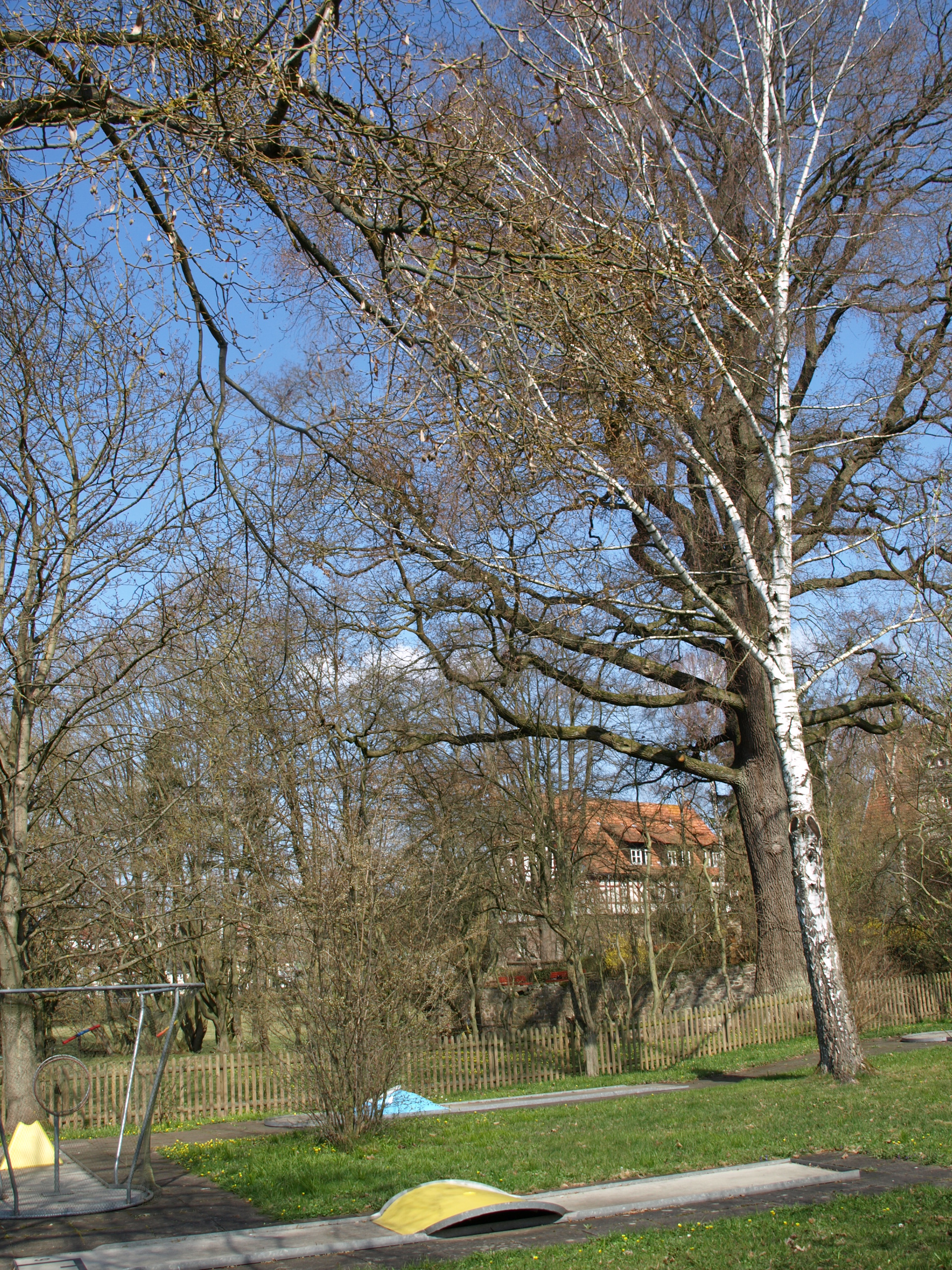
2011: Baumbestand an der Wasserburg in Mackenzell; rechts im Hintergrund die Schlosseiche (hinter einer Birke)

Die Eiche am Schloss Mackenzell ist eine 200 bis 300 Jahre alte Stieleiche mit einem Stammumfang vom 6 Metern und einer Höhe von 25 Metern im hessischen Mackenzell, wo sie südlich des Schlossgartens steht. Der Baum ist als Naturdenkmal geschützt.